# Kaplička pod Vinnou horou
Kaplička pod Vinnou horou (nazývaná také Kaplička na Vinohradské ulici) je drobná zděná výklenková sakrální stavba opatřená dveřmi a křížkem na střeše. Nachází se na ulici Vinohradská, u cesty na Vinnou horu v městě Hlučín (okres Opava, Moravskoslezský kraj) v okrajová části pohoří Nízký Jeseník. Na čelní stěně kapličky je nápis z Bible z Nového zákona z Evangelia podle Jana.
| „ | EJHLE BERÁNEK BOŽÍ, JENŽ SNÍMÁ HŘÍCHY SVĚTA | “ |

Místo je volně přístupné.